# Montecosaro
Montecosaro est une commune italienne d'environ 7 360 habitants (2020) située dans la province de Macerata, dans la région Marches, en Italie centrale.

## Administration
| Période                                  | Période | Identité | Étiquette | Qualité |
| ---------------------------------------- | ------- | -------- | --------- | ------- |
|                                          |         |          |           |         |
| Les données manquantes sont à compléter. |         |          |           |         |

### Hameaux
Montecosaro Scalo o Borgo stazione.

### Communes limitrophes
Civitanova Marche, Montegranaro, Montelupone, Morrovalle, Potenza Picena, Sant'Elpidio a Mare.

## Personnalités liées à la commune
- Romolo Marcellini (1910-1999), réalisateur, scénariste, documentariste et producteur.
- Anita Cerquetti (soprano), y est née en 1931 et est décédée à Pérouse en 2014.